# Pedro Ortega (villista)
General Pedro Ortega fue un militar mexicano con idealismo villista que participó en la Revolución mexicana.

## Biografía
Nació en San José de García, Durango. Se incorporó al movimiento constitucionalista en su estado natal, formando parte del Regimiento "Victoria". En septiembre de 1913 participó en la batalla de Avilés, donde el general Francisco Villa derrotó a las fuerzas del general Felipe Alvírez. En esa batalla Ortega tuvo una participación destacada, al taladrar las murallas junto con Joaquín Vargas donde se encontraba el Estado Mayor de Alvírez, aniquilando a sus jefes y oficiales; asimismo, participó en el sitio y primera toma de Torreón (Coahuila), que se llevó a cabo en septiembre y octubre de 1913. Después de esta acción Ortega fue incorporado a la escolta de "Dorados" del general Francisco Villa. Se distinguió como ganadero. En 1920 fue ayudante del presidente interino Adolfo de la Huerta. En 1923 acompañó a este último a Veracruz, donde se incorporó al levantamiento contra el gobierno de Álvaro Obregón. Murió en combate.